# De stilte van het naderen
De stilte van het naderen is een Nederlandse Telefilm uit 2000 van Stephan Brenninkmeijer. Het is gebaseerd op een script van Dick van den Heuvel. De film heeft als alternatieve titels De Stilte... en The Silence of the Soul.

## Verhaal
Susan ter Horst staat op het punt om te trouwen, haar carrière gaat goed en niets lijkt haar in de weg te staan voor een mooie toekomst.
Dan ontmoet ze tijdens een werkbezoek in België bij toeval de gevangene Jules Brasschaert, wanneer deze net het gerechtsgebouw verlaat vanwege een gratieverzoek. Ze raakt geïntrigeerd door deze berouwvolle man en besluit contact met hem te zoeken. Haar verloofde David ziet dan slechts één manier om haar ervan te overtuigen dat de man niet te vertrouwen is en reconstrueert de moord die Jules op zijn geweten heeft.

## Rolverdeling
| Acteur            | Personage         |
| ----------------- | ----------------- |
| Elvira Out        | Susan ter Horst   |
| Daan Hugaert      | Jules Brasschaert |
| Ronald Top        | David Sondegaard  |
| Eric van der Donk | Hugo ter Horst    |
| Mark van der Laan | Stan Westerbeek   |
| Cees Geel         | Sjaak             |
| Filip Peeters     | Bewaker Peeters   |
| Femke Lakerveld   | Luutje            |
| Mike Libanon      | Gerrard           |

## Trivia
De film won de Golden Crown award op het ICVM filmfestival te Atlanta, U.S.A.